# Jouko Pirhonen

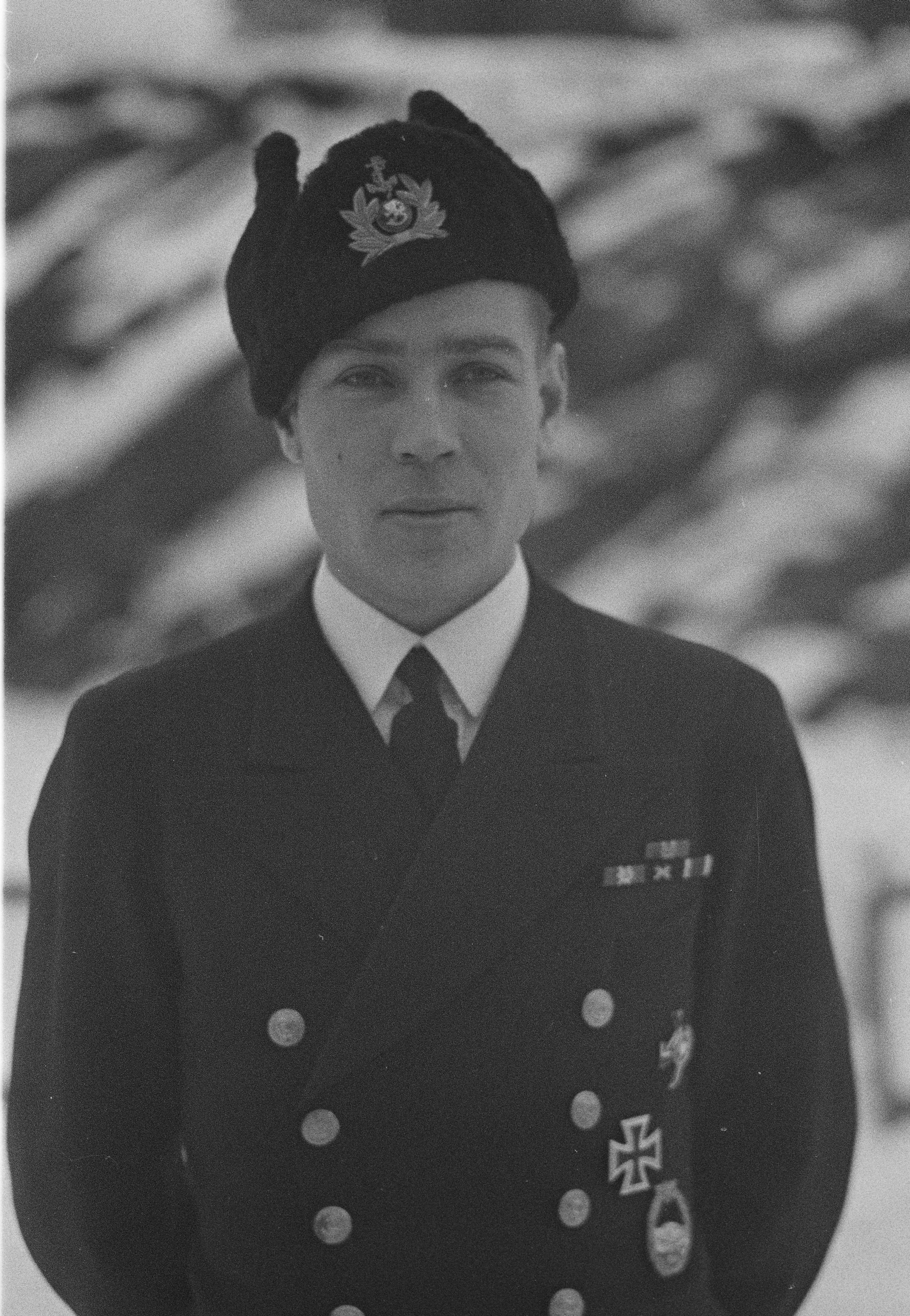
Jouko Pirhonen år 1943.

Jouko Kalevi Esaias Pirhonen, född 13 december 1915 i Sordavala, död 25 mars 1996 i Helsingfors, var en finländsk militär, viceamiral (1971), Mannerheimriddare nr 111 (4.6.1943).
Pirhonen genomgick Sjökrigsskolan 1935–1937 och deltog ombord på Suomen Joutsen i kryssningar på världshaven 1934–1935 och 1937–1938. Han gjorde sig särskilt under fortsättningskriget känd som en framgångsrik chef för en torpedbåtsflottilj, med vilken han företog räder mot ryska krigsfartyg i hamnarna på bland annat Hogland och Lavansaari. Han deltog under vintern 1942 ombord på en tysk Schnellboot i operationer i Engelska kanalen och i juli 1942 i kampen om ön Someri cirka 40 km nordost om Hogland. Totalt företog Pirhonen med sin torpedbåtsflottilj 63 patrullfärder och räder.
Han utnämndes 1966 till kommendör för sjöstridskrafterna, samtidigt som han befordrades till konteramiral. Han utgav tillsammans med två andra sjöofficerare 1956 boken Laivat puuta, miehet rautaa, som behandlade motortorpedbåtarna i striderna i Finska viken under fortsättningskriget.